# Каламита (гора)
Каламита (итал.  Calamita) — гора на острове Эльба в итальянской области Тоскана.

## Описание
Гора расположена в центре южного полуострова острова Эльба. Высота над уровнем моря — 413 м. Сложена в основном из железных руд. К югу от горы расположены горнодобывающие предприятия.